# Putain ça penche
 (mai 2024).
Pistes de La Vie Théodore
J'aimais mieux quand c'était toi
Putain ça penche est une chanson d'Alain Souchon parue en 2005 dans l'album La Vie Théodore, puis reprise en single en 2006 dans un remix signé Junior Caldera en deux versions courte et longue. Les paroles sont signées Alain Souchon et la musique est composée par Laurent Voulzy. 

## Présentation
L'originalité de cette chanson vient des couplets uniquement constitués par une longue énumération des grandes marques et entreprises de vêtements, de haute couture, prêt-à-porter, de chaussures, de joailleries, de maroquinerie, de cosmétiques, de voitures ou de coiffures. Alain Souchon cite ainsi : 
- Nike,
- Gap,
- Diesel,
- Chanel,
- Cacharel,
- Van Cleef & Arpels,
- Hermès,
- Converse,
- Yamamoto,
- Petit Bateau,
- Dim,
- Prada,
- Armani,
- Helena Rubinstein,
- Calvin Klein,
- Gucci,
- Fendi,
- Ferrari,
- Boucheron,
- Chevignon,
- Louis Vuitton,
- Comme des Garçons,
- Levi's,
- Paul Smith,
- Princesse tam.tam,
- Saint Laurent,
- Jean Paul Gaultier,
- La Perla,
- agnès b., Christian Lacroix,
- Chloé,
- Cartier,
- Carita,
- Balenciaga,
- Dolce & Gabbana,
- Weston,
- Porsche,
- Sinéquanone,
- Kookaï,
- Dior,
- 501,
- L'Oréal,
- Puma,
- Naf Naf,
- Lagerfeld,
- Ralph Lauren,
- Kickers,
- Lancel,
- Timberland,
- Clarks,
- Chipie,
- Nina Ricci,
- Lolita Lempicka,
- Paule Ka,
- Ucla,
- Chantal Thomass,
- Kenzo,
- Cardin,
- Guerlain,
- Balmain,
- Paco Rabanne,
- Reebok,
- Lacoste,
- Hugo Boss,
- Castelbajac,
- Estée Lauder,
- Céline,
- Ray-Ban,
- Jean-Louis David,
- Piaget,
- Lancôme,
- Courrèges,
- Zadig & Voltaire,
- Madame Zaza of Marseille,
- Adidas,
- Zara,
- H&M,
- Mary,
- Gant,
- Barbara Bui,
- ABC
- Mercedes
- colette
- Issey Miyake
- Azzedine Alaïa
- Le temps des cerises

## Analyse et thèmes
Derrière cette chanson rythmée et ces marques énumérés, Alain Souchon dénonce notre société moderne de consommation de masse et l'absurdité, voire la futilité de toutes ces marques. Cette irritation transparait dans sa manière d'énoncer les marques et surtout avec le refrain :
"Putain ça penche

On voit le vide à travers les planches

Putain ça penche

On voit le vide à travers les planches."
Ce thème revient régulièrement dans le répertoire d’Alain Souchon, puisqu'il l'avait déjà évoqué dans ses chansons : Papa mambo  (la malbouffe), Foule sentimentale (le vide de la société de consommation), L'Amour à la machine (les sentiments humains face à la mécanisation)[Information douteuse]...